# Sundablatta pulcherrima
Sundablatta pulcherrima är en kackerlacksart som först beskrevs av Robert Walter Campbell Shelford 1906.  Sundablatta pulcherrima ingår i släktet Sundablatta och familjen småkackerlackor. Inga underarter finns listade i Catalogue of Life.